# كوني غولت
كوني غولت (بالإنجليزية: Connie Gault) (6 مارس 1949 في كندا)؛ كاتِبة وروائية كندية.